# Springbach (Oker)
Der Springbach ist ein rechtes Nebengewässer der Oker, der südlich von Melverode die frühere Braunschweiger Landwehr bildete und bis 2006 Grenzgraben hieß. Er ist nach seiner Quelle, dem Mascheroder Spring, benannt worden.

## Verlauf

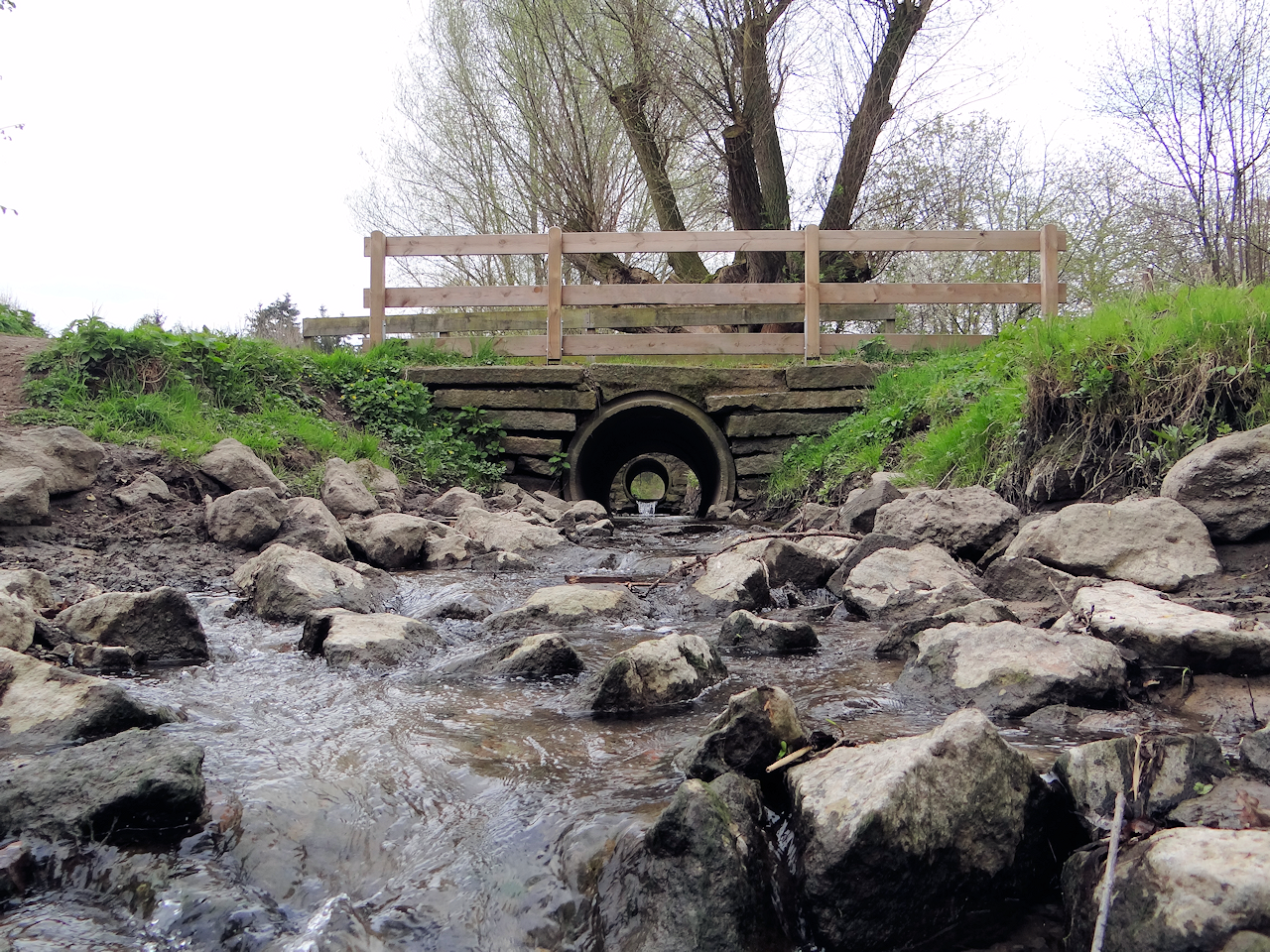
Mündung des Springbachs bei Melverode in die Oker

### Mascheroder Spring
Die Quelle des Springbachs ist der Mascheroder Spring in der Feldmark südwestlich von Mascherode nahe der Landesstraße L632 nach Stöckheim. Das Quellwasser hat das ganze Jahr über eine Temperatur von etwa 10 Grad. Der Spring liegt als kleiner Teich unmittelbar an einem Feldweg und hat seit 1977 den Status eines Naturdenkmals. Ein Teil der Quelle entspringt auf der anderen Seite des Feldwegs und ist über ein Kanalrohr mit dem Teich verbunden. Der Abfluss aus dem Quellteich in den Graben erfolgt über einen kleinen Sohlabsturz. Die Quelle tritt unterhalb der nach Osten sanft ansteigenden Kreidekalkhöhen zutage und markiert im Salzdahlumer Hügelland den Beginn der Stöckheimer Mulde.

### Landwehr
Der Springbach verläuft stark begradigt Richtung Nordwesten und Norden zum Mascheroder Holz (Jägersruh) und folgt ab dem Standort des früheren Kleinen Weghaus der ehemaligen Braunschweiger Landwehr nach Westen. Im gesamten Verlauf ist er relativ geradlinig und gemäß dem Gewässergütebericht von 2002 auch artenarm. Er begrenzt auf seiner Nordseite das Gebiet des Heidbergsees sowie die Siedlungen Heidberg und Melverode, während er auf der südlichen Seite von landwirtschaftlich genutzten Flächen gesäumt wird. Zwischen Melverode und Heidberg unterquert er die A 36 und mündet im Südseegebiet in die Oker.
Der Springbach ist etwa 3,5 Kilometer lang, sein Einzugsgebiet umfasst 12,1 km².

## Renaturierung
Seit 2003 und 2007 existiert seitens der Stadt Braunschweig ein Maßnahmenkatalog für eine naturnahe Umgestaltung des Springbachs insbesondere im Unterlauf auf Stöckheimer Siedlungsgebiet. Einige Abschnitte sind mit kleinen Verschwenkungen im Bachlauf und andere mit Überschwemmungszonen ausgestattet worden.
Im Stöckheimer Neubaugebiet Breites Bleek ist vor der Einleitung des Oberflächenwassers aus der Siedlung ein flaches, naturnahes und frei zugängliches Regenrückhaltebecken zur Entlastung des Springbachs angelegt worden, während auf der Melveroder Seite eine ausgedehnte baumbestandene Überschwemmungszone geschaffen wurde.
Wenige hundert Meter vor der Mündung ist der Bach im Bereich einer parkartigen Anlage mit einem rund 100 Meter langen Umflutgraben versehen worden. Das ursprüngliche Bachbett ist am Ende mit einem Erdwall abgeschlossen und seither ein Stillwasser. Der neue Bachverlauf ist mit Feldsteinen und Aufweitungen dergestalt ausgestattet, dass sich mäandrierende Verläufe und flache Wasserzonen ausbilden. Am Ufer wurden Steinbänke aufgestellt und die Uferböschung mit einer Neigung 1:5 relativ flach gestaltet, so dass ein gefahrloser Zugang zu den Flachwasserzonen auch für Kinder möglich ist. Diese Anlage erfolgte als Ausgleichsmaßnahme im Zuge des Neubaus der Okerbrücke Berkenbuschstraße.

## Historisches
Ab 1897 ist das Quellwasser mehrere Jahre als Mineralwasser auf Flaschen gezogen worden, wofür vor Ort eine Dampfmaschine eingesetzt wurde.